# William B. Houchens
William Bright Houchens (* 22. Juni 1884 in Alton, Kentucky; † 3. Mai 1949 in Dayton, Montgomery County, Ohio, USA) war ein US-amerikanischer Musiker. Houchens war einer der ersten Musiker, die Aufnahmen traditioneller ländlicher nordamerikanischer Folk-Musik machten. Von vielen Folkloristen und Autoren, deren Literatur sich mit Old-Time Music beschäftigt, wird Houchens jedoch ignoriert, da über seinen Lebenswandel nur wenig bekannt und es fraglich ist, ob er ein Old-Time-Musiker im engeren Sinne war.

## Leben
Houchens wurde laut Charles K. Wolfe 1884 in Alton, Kentucky, nahe Frankfort im Anderson County geboren. Richard Sisson und Christian Zacher nannten in ihrem Buch The American Midwest jedoch Illinois als Houchens Geburtsort. Die meiste Zeit seines Lebens leitete er ein Konservatorium in Dayton, Ohio, wo er den Umgang mit einer Reihe von Saiteninstrumenten lehrte. Ob Houchens wirklich ein traditioneller Fiddler war, ist fraglich, da er Noten lesen konnte und deshalb eher als klassischer Violinist eingestuft wird. Rick Kennedy bezeichnete ihn jedoch als „[probably] the first rural Kentucky musician on disc“. Musik lernte er bereits als Kind von seiner Mutter und es wird angenommen, dass Houchens einige alte Stücke von älteren Fiddlern lernte, andere Jigs und Hornpipes jedoch aus Büchern übernahm.

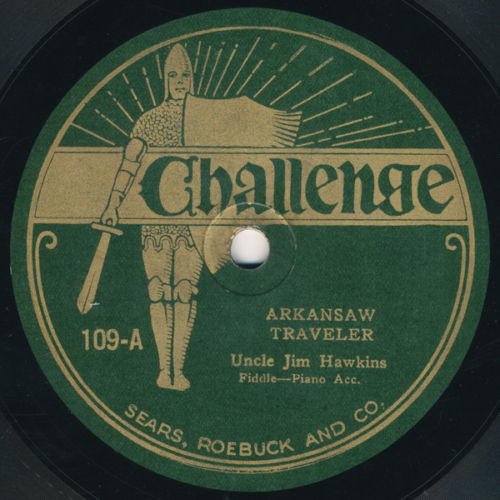
Arkansaw Traveler, 1922 (als „Uncle Jim Hawkins“)

Am 18. September 1922, nur ungefähr zwei Monate nachdem Eck Robertson seine ersten Aufnahmen machte, war Houchens zusammen mit der Pianistin Saloma Dunlap im Studio des Plattenlabels Gennett Records in Richmond, Indiana, um Plattenaufnahmen zu machen. Wie Houchens an Gennett geriet, ist unbekannt. Während seiner ersten Session nahm er die drei Stücke Arkansaw Traveler, Turkey in the Straw und Liverpool Hornpipe; Durang’s Hornpipe auf. Dies waren die ersten Old-Time-Aufnahmen, die für das Label Gennett gemacht wurden, denn erst 1924 folgten die Tweedy Brothers mit ihrer ersten Session für Gennett. Houchens steht damit in einer Reihe mit Künstlern wie Don Richardson, Eck Robertson, Wendell Hall, Henry Whitter und Fiddlin’ John Carson.
Im Februar 1923 kehrte Houchens nach Richmond zurück, um weitere Aufnahmen zu machen. Diesmal spielte er fünf Medleys ein, die aus verschiedenen traditionellen Fiddle-Stücken wie Leather Breeches bestanden. Nach einer nie veröffentlichten Session im Mai kam Houchens ein letztes Mal im September 1924 ins Gennett Studio, wo er eine Reihe von Stücken für das Label Silvertone Records einspielte, dass von Gennett produziert wurde.
Houchens arbeitete danach weiter im Konservatorium. Über sein Leben nach 1924 ist nicht viel bekannt. Er starb 1949.

## Diskografie
Titel wurden auch unter den Pseudonymen „Uncle Billy Hawkins“, „Uncle Jim Hawkins“ und „Fiddlin‘ Ike Pate“ bei Champion Records und Challenge Records sowie Silvertone Records veröffentlicht.
| Jahr                    | Titel | #               | Anmerkungen             |
| Gennett Records         | Gennett Records | Gennett Records | Gennett Records         |
| ----------------------- | --- | --------------- | ----------------------- |
| 1922                    | Arkansaw Traveller / Turkey in the Straw                                                                                  | 4974            |                         |
| 1923                    | Liverpool Hornpipe; Durang’s Hornpipe / Devil’s Dream; Monkey Musk                                                        | 5066            |                         |
|                         | (A) Irish Washerwoman (B) Kitty Clyde / (A) Dance Wid a Gal, Hole In Her Stocking (B) Leather Breeches (C) Big Eared Mule | 5077            |                         |
|                         | Turkey In the Straw /? | 5240            | B-Seite von Kin Hubbard |
|                         | (A) Bob Walker (B) When You and I Were Young Maggie / (A) College Hornpipe (B) Hel’n Georgia                              | 5516            |                         |
| Silvertone Records      | |                 |                         |
|                         | Wagner / Cincinnati Hornpipe and Devine’s Hornpipe                                                                        | 4015            |                         |
|                         | Miller’s Reel; Old Sport Reel / Turnpike Reel; Farrell O’Gar’s Favorite                                                   | 4055            |                         |
|                         | Fisher’s Hornpipe and Opera’s Reel / Temperance Reel; Reilly’s Reel                                                       | 4056            |                         |
| Unveröffentlichte Titel | |                 |                         |
| 1923                    | - Morris Dance - Torch Dance - Old Kentucky Home                                                                          | Gennett         |                         |